# Ludwig von Döderlein
Ludwig Christoph Wilhelm Döderlein, född 19 december 1791 i Jena, död 9 november 1863 i Erlangen, var en tysk filolog och skolledare.
Döderlein blev 1815 professor i filologi i Bern, 1819 rektor för lärdomsskolan och professor vid Erlangens universitet, där han verkade till sin död. Hans betydelse ligger främst i hans pedagogiska insatser för skolväsendet och universitetsundervisningen i Bayern. Om detta vittnar skrifter som Reden und Aufsätze (1843 och 1847) och Oeffentliche Reden (1860).
Mindre betydelse hade hans utgivningar av Tacitus (två band, 1841–47), Iliaden (1863–64); Horatius satirer och epistlar (1856–58 och 1860) samt hans språkvetenskapliga verk Lateinische Synonymen und Etymologien (sex band, 1826–38), Lateinische Wortbildung (1838), Handbuch der latenischen Synonymik (1839) och Homerisches Glossarium (tre band, 1850–58). Han visar i dessa verk vid sidan av skarpsinne och lärdom ofta brist på kritiskt sinne och metod.